# MAYHEM (албум на Лейди Гага)
MAYHEM (от английски: „Хаос“) е седмият студиен албум на американската певица Лейди Гага. Издаден е на 7 март 2025 г. чрез музикалните лейбъли „Стриймлайн“ и „Интерскоуп“. За създаването на албума Гага работи с продуцентите Андрю Уат, Сиркът и Гесафелстайн, като от сътрудничеството им се получава продукт, който е „хаотичен микс на жанрове“. Доминира синтпоп звучене с нотки на индустриален денс и допълнителни елементи от електро, диско, поп и рок жанровете. Текстовете разглеждат темите за любовта, хаоса, славата, идентичността и страстта чрез метафори за трансформация, двойственост и невъздържаност. Албумът е записан в студиото „Шангри-Ла“ в Малибу, Калифорния.
Пилотният сингъл на албума – Disease, е издаден на 25 октомври 2024 г. Преди премиерата на MAYHEM, на 3 февруари 2025 г. е представена и песента Abracadabra, която е втори сингъл от проекта. Тя достига до пета позиция в класацията на Billboard за топ 200 най-слушани песни в света, както и тринадесето място в американската класация Billboard Hot 100. В албума е включен и награденият с „Грами“ дует между Гага и Бруно Марс – Die with a Smile, който се превръща в световен хит.
Проектът се нарежда на челната позиция в класациите за албуми в Австралия, Австрия, Белгия, Канада, Хърватия, Чехия, Финландия, Германия, Унгария, Ирландия, Италия, Нова Зеландия, Норвегия, Полша, Португалия, Шотландия, Словакия, Испания, Швейцария, Обединеното кралство и САЩ, като в Щатите подобрява рекорда за най-продаван албум на певица за първата седмица от издаването си през 2025 г.
Музикалните критици възхваляват албума и като оценяват като силно завръщане към поп корените на Лейди Гага, сравнявайки звученето му с това на дебютния ѝ албум, The Fame (2008). MAYHEM е най-високо оцененият проект на певицата в платформата Metacritic, която събира доверени мнения на критици и фенове. Особено внимание се обръща на жанровото разнообразие и последователността на продукта, както и на видното вдъхновение от музикални предшественици на Гага, сред които Дейвид Боуи, Мадона, Майкъл Джексън, Принс и други.
Лейди Гага ще промотира албума със серия изяви в Южна Америка и Азия, хедлайнерски сет на фестивала „Кочела“ и осмото си самостоятелно турне – The MAYHEM Ball, което ще премине през Северна Америка и Европа през 2025 г.

## Зараждане
През 2022 г. Лейди Гага стартира световното си турне, The Chromatica Ball, и започва работа по нова музика. В продължение на месеци преди да обяви седмия си студиен албум, певицата споделя свои снимки в звукозаписното студио чрез социалните си мрежи. През март 2024 г. споделя, че „пише някои от най-добрите песни, които си спомня“, като за първи път говори публично за проекта.
През май 2024 г. е представен концертният филм към турнето, озаглавен Gaga Chromatica Ball, като във финалните му секунди е включен отрязък от нова песен. Гага споделя, че годеникът ѝ, Майкъл Полански, я е насърчавал да създаде поп албум, за да се „отдаде на радостта от творческия процес“. През юли същата година, по време на престоя си в Париж по случай участието си в откриването на Олимпийските игри, от колата си певицата пуска откъси от две песни от албума за феновете, чакащи я пред хотела.

## Концепция
Вдъхновение за албума Лейди Гага намира след период на дълга самоанализа и лични трудности. Заедно с Андрю Уат и Майкъл Полански певицата е и изпълнителен продуцент на продукта. Тя описва MAYHEM като „трансгресивно пътуване през жанровете“, което отразява разнообразните ѝ вдъхновения и житейски преживявания. Споделя, че концепцията се заражда, когато се изправя срещу страха си да се завърне към поп звученето, с което добива популярност и феновете ѝ харесват. Гага сравнява работата по проекта със „събирането на счупено огледало, което няма как отново да подредиш до съвършенство, без да си личи, но пак можеш да създадеш нещо красиво и цялостно по свой, нов начин“.
Албумът е записан в студио „Шангри-Ла“ в Малибу, Калифорния, където Гага работи и по шестия си албум, Joanne (2016), както и по саундтрака към филма „Роди се звезда“ от 2018 г. Допълнителни звукозаписни сесии се състоят в Лос Анджелис и Холивуд, като миксирането е извършено във Вирджиния Бийч, а мастерирането – в Ню Джърси.
Преди премиерата на MAYHEM Гага го описва като „нещо изцяло различно от всичко, което е правила досега“ и набляга на опита си да наруши идеята за музикалните жанрове и да включи нови вдъхновения. Според певицата всяка песен е огледало на вътрешния ѝ хаос, представен с възвеличаваща нотка, за да се свърже с аудиторията по всякакъв начин – от дансинга до интимния момент у дома.